# أرسوز
أرسوز قرية ساحلية في  محافظة هاتاي في تركيا. تقع على الطرف الجنوبي لخليج اسكندرون السوري. من أشهر أعلامها المفكر السوري زكي الأرسوزي أحد مفكري القومية العربية.